# Entodon geminidens
Entodon geminidens là một loài Rêu trong họ Entodontaceae. Loài này được (Besch.) Paris mô tả khoa học đầu tiên năm 1904.